# رونالد سيروغو
رونالد سيروغو (بالإنجليزية: Ronald Serugo) (مواليد 5 سبتمبر 1984) هو ملاكم أوغندي، مثّل بلاده في الألعاب الأولمبية الصيفية في دورتي 2008 و2016.

## روابط خارجية
رونالد سيروغو على موقع بوكس ريك (الإنجليزية) (registration required)
- رونالد سيروغو على موقع أوليمبيديا (الإنجليزية)